# Équipe de Tunisie de football en 1972
L'équipe de Tunisie de football ne réussit pas en 1972 à se qualifier aux Jeux olympiques mais surmonte l'écueil de l'équipe d'Égypte au premier tour des qualifications pour la coupe du monde 1974.

## Matchs
| Date             | Stade                                | Adversaire           | Score | Comp | Buteurs tunisiens                                  |
| 20 février 1972  | Stade olympique d'El Menzah, Tunisie | Autriche (olympique) | 3-3   | A    | Chemam 59e, Chakroun 64e 66e                       |
| 9 avril 1972     | Stade olympique d'El Menzah, Tunisie | France (B)           | 2-1   | A    | Chakroun 12e, M.A. Akid 70e                        |
| 23 avril 1972    | Stade olympique d'El Menzah, Tunisie | Maroc                | 3-3   | QJO  | Chakroun 8e, Lahzami 39e, M.A. Akid 88e            |
| 7 mai 1972       | Bamako, Mali                         | Mali                 | 0-2   | QJO  |                                                    |
| 14 mai 1972      | Casablanca, Maroc                    | Maroc                | 0-0   | QJO  |                                                    |
| 28 mai 1972      | Stade olympique d'El Menzah, Tunisie | Mali                 | 4-0   | QJO  | Chakroun 6e, Khouini 27e, Ben Mrad 31e, Chemam 81e |
| 7 novembre 1972  | Stade olympique d'El Menzah, Tunisie | Algérie              | 1-2   | A    | Habita 44e                                         |
| 8 décembre 1972  | Le Caire, Égypte                     | Égypte               | 1-2   | QCDM | Chakroun 61e                                       |
| 17 décembre 1972 | Stade olympique d'El Menzah, Tunisie | Égypte               | 2-0   | QCDM | Chakroun 16e, Habita 71e                           |

## Sources
- Mahmoud Ellafi [sous la dir. de], « Les matchs internationaux tunisiens », Almanach du sport. 1956-1973, éd. Le Sport, Tunis, 1974, p. 211-238
- Mohamed Kilani, « Équipe de Tunisie : les rencontres internationales », Guide-Foot 2010-2011, éd. Imprimerie des Champs-Élysées, Tunis, 2010
- Béchir et Abdessattar Latrech, 40 ans de foot en Tunisie, vol. 1, chapitres VII-IX, éd. Société graphique d'édition et de presse, Tunis, 1995, p. 99-176